# Lobaria pulmonaria
Lobaria pulmonaria, vulgarmente chamada pulmonária ou pulmão-dos-carvalhos, é um grande líquen epífito que consiste na associação simbiótica entre um fungo ascomicete, uma alga verde e uma cianobactéria - uma simbiose que envolve membros de três reinos de organismos. É sensível à poluição do ar e também é negativamente afetado pela perda de habitat e alterações nas práticas florestais.
A sua população tem diminuído por toda a Europa e L. pulmonaria é considerada uma espécie ameaçada em muitas regiões de terras baixas. Esta espécie tem uma história de uso na medicina tradicional, e a pesquisa recente tem corroborado algumas propriedades medicinais dos extratos deste líquen.

## Descrição

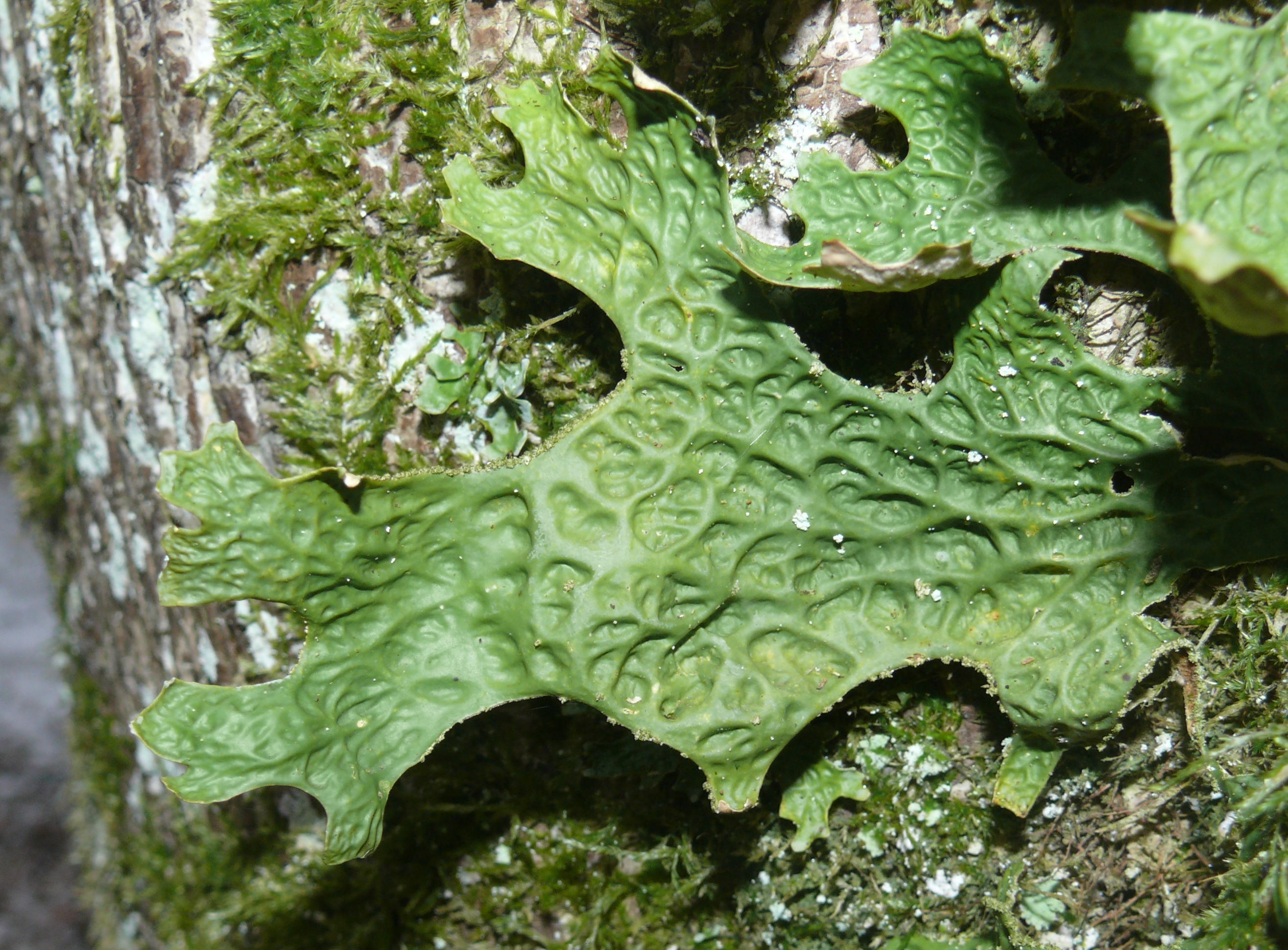
Detalhe do talo. Os sorédios e isídios podem ser vistos nas cristas e margens, na imagem em tamanho real.

É um líquen folhoso e o seu talo semelhante a uma folha é verde, coriáceo e lobado com um padrão de cristas e depressões na sua face superior. Quando sob condições húmidas apresenta cor verde viva, tornando-se acastanhado e com textura de papel quando seco. Esta espécie apresenta frequentemente uma fina camada de pelos, um tomento, na sua face inferior. O córtex, a camada exterior protectora da superfície do talo, é grosseiramente comparável à epiderme das plantas verdes. O talo tem tipicamente 5 a 15 cm de diâmetro, com lobos individuais com largura entre 1 e 3 cm e até 7 cm de comprimento. As estruturas reprodutoras assexuadas, sorédios e isídios estão presentes na superfície do talo. Pequenos cefalódios - bolsas de cianobactérias - com 0,5 a 1,5 mm de diâmetro, estão muitas vezes presentes na superfície inferior do talo; estas manchas são visivelmente mais escuras que a superfície verde do talo. Como em outros líquenes folhosos, o talo está fracamente ligado à superfície sobre a qual se desenvolve.

### Fotobiontes
O talo contém estruturas internas chamadas cefalódios, características das simbioses de líquens com três membros envolvendo dois fotobiontes (os simbiontes fotossintéticos na relação fungo-alga dos líquenes). Este cefalódios internos, encontrados entre as "costelas" da superfície do talo, surgem quando cianobactérias (do género Nostoc) na superfície do talo são envolvidas durante o crescimento do micobionte. Estruturalmente, os cefalódios consistem de agregados densos de células de Nostoc rodeadas por hifas de paredes finas - o que as delimita do resto do talo que contém uma estrutura pouco ordenada de hifas de parede espessa. As cianobactérias podem fixar nitrogénio atmosférico aumentando a disponibilidade de nutrientes para o líquen. O outro fotobionte de L. pulmonaria é a alga verde Dictyochloropsis reticulata.

## Reprodução
L. pulmonaria tem a capacidade de formar propágulos vegetativos e sexuais à idade de aproximadamente 25 anos.  Na reprodução sexuada, a espécie produz pequenos discos castanho-avermelhados conhecidos como apotécios contendo ascos, a partir dos quais os esporos são libertados de modo forçado no ar (como balistósporos). Com base em estudos da germinação dos ascósporos, foi sugerido que os esporos de L. pulmonaria utilizam algum mecanismo para inibir a germinação - a inibição é removida quando os esporos se desenvolvem num meio de crescimento sintético contendo um adsorvente como albumina de soro bovino ou α-ciclodextrina.
Determinou-se que a dispersão por meio de propágulos vegetativos (através dos sorédios ou dos isídios) é o modo predominante de reprodução de L. pulmonaria. Neste método, os propágulos protuberantes ficam secos e frágeis durante os ciclos regulares de secagem/molhagem do líquen, e podem desfazer-se facilmente do talo. Estes fragmentos podem desenvolver-se em novos talos, quer no mesmo local ou num sítio novo após dispersão pelo vento ou chuva. São necessários vários passos para o desenvolvimento de propágulos vegetativos, incluindo a degeneração do córtex do talo, replicação de células da alga verde, e entrelaçamento das hifas fúngicas com células da alga verde.  Estes passos levam a um aumento da pressão interna que eventualmente rompe o córtex. O crescimento continuado leva a que estes grânulos sejam empurrados para cima e para lá da superfície do talo.

## Distribuição e habitat

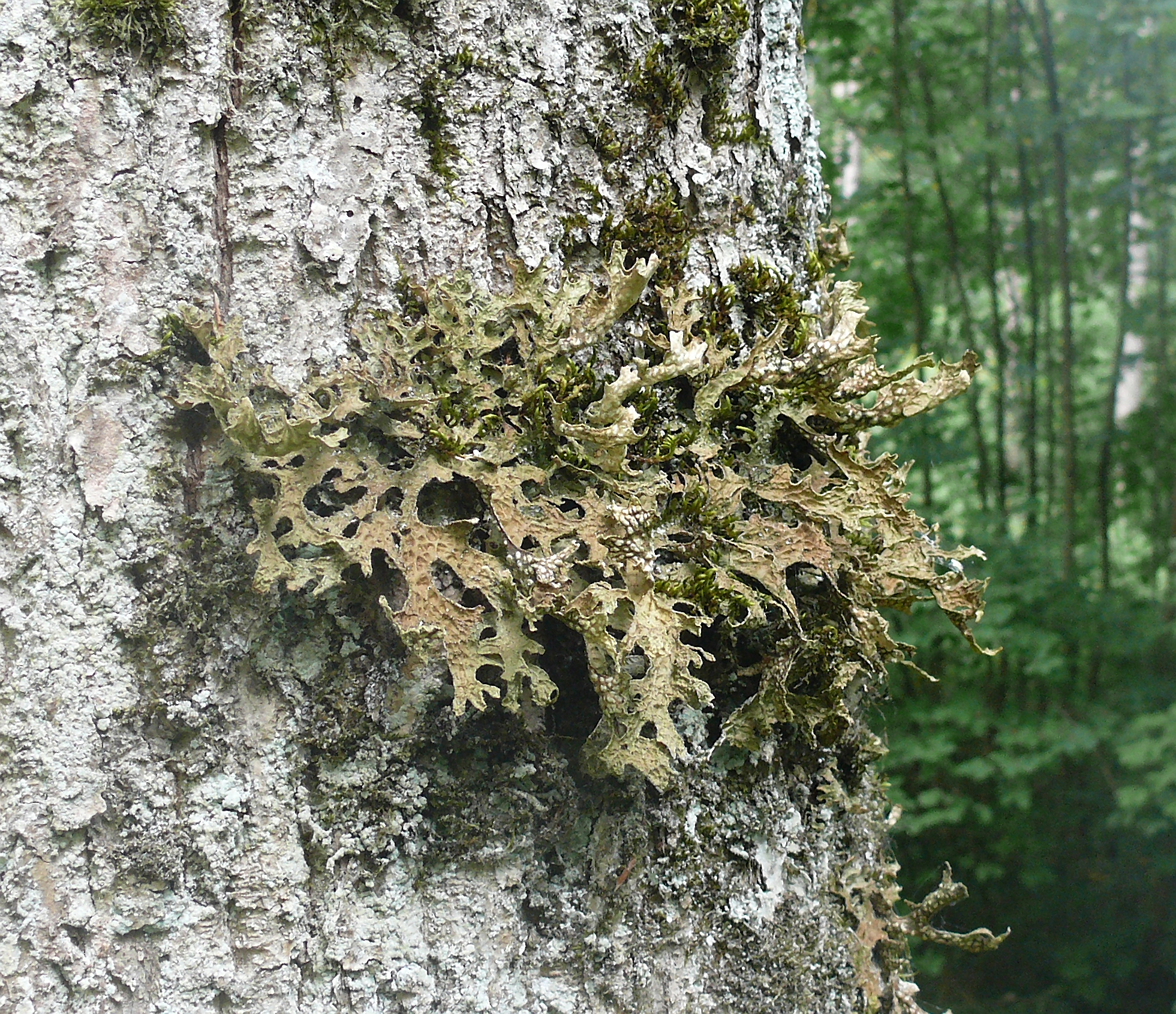
Schwäbisch-Fränkische Waldberge, Alemanha

Tem uma ampla distribuição na Europa, Ásia, América do Norte e África, preferindo locais húmidos com elevada precipitação, em particular em zonas costeiras. É a mais amplamente distribuída e mais comum das espécies de Lobaria na América do Norte. Associada a florestas antigas, a sua presença e abundância podem ser usadas como um indicador da idade das florestas, pelo menos na zona biogeoclimática de Interior Cedar-Hemlock na Colúmbia Britânica oriental. Também pode ser encontrada em bosques de pastagem. Normalmente cresce sobre a casca de árvores de folha larga como carvalho, faia e bordo, mas pode também desenvolver-se sobre rochas. Em laboratório, L. pulmonaria conseguiu-se que crescesse sobre microfilamentos de náilon.
Pensa-se que vários fatores afetam a sua distribuição, como a temperatura, humidade (humidade média, rapidez e frequência dos ciclos molhado-seco), exposição solar, e níveis de poluição atmosférica.
É difícil tentar avaliar quantitativamente a contribuição destes fatores para o crescimento do líquen, pois diferenças no ambiente original do qual são obtidos os talos afetarão muito as tolerâncias ao calor e dessecação.
Devido ao declínio das suas populações, L. pulmonaria é considerada rara ou ameaçada em muitas partes do mundo, sobretudo nas terras baixas da Europa. O declínio tem sido atribuído à silvicultura industrial e à poluição atmosférica, em particular à chuva ácida. Tal como outros líquenes com uma componente cianobacteriana, L. pulmonaria é particularmente suscetível aos efeitos da chuva ácida, porque a diminuição de pH subsequente reduz a fixação de nitrogénio por inibição da enzima nitrogenase das algas.

## Compostos químicos
Sabe-se que L. pulmonaria contém uma variedade de ácidos comuns aos líquenes, como ácido estíctico, ácido desmetil-estíctico, ácido girofórico, tenuiorina, e os ácidos constíctico, norestíctico, periestíctico, e metil-norestíctico.  Sabe-se que estes compostos, coletivamente conhecidos como depsidonas, estão envolvidos na defesa contra herbívoros como moluscos que se alimentam de líquenes. Contém também os polialcoois D-arabitol e volemitol, além de vários carotenoides (contéudo total > 10 mg/kg), como alfacaroteno, betacaroteno, e betacriptoxantina. O córtex superior do líquen contém melaninas que filtram as radiações ultravioleta e fotossinteticamente ativa que atingem o fotobionte.
A síntese dos pigmentos de melanina no líquen aumenta em resposta a um aumento da irradiação solar, e os talos adaptados à sombra têm cor verde-cinza quando secos ao ar, enquanto os talos expostos ao sol podem ter cor castanha escura. Esta adaptação protege o fotossimbionte D. reticulata, conhecido por ser relativamente intolerante a níveis de luminosidade elevados.
Sabe-se que estão também presentes vários esteroides, nomeadamente ergosterol, episterol, fecosterol e liquesterol.

## Usos

### Medicinais
A sua forma assemelha-se de alguma forma ao tecido no interior dos pulmões e portanto acredita-se que seja um remédio para doenças pulmonares segundo a teoria das assinaturas. O nome comum deriva desta associação. A obra de Gerard,  The Herball or General Historie of plants (1597) recomenda L. pulmonaria como valiosa medicinalmente. É ainda hoje usada para a asma, problemas da bexiga e falta de apetite.  Na Índia é usada como remédio tradicional para tratar hemorragias e eczema, e é usada como remédio para a tosse com sangue pelos Hesquiaht na Colúmbia Britânica, Canadá. Um levantamento etnofitoterapêutico na região italina de Molise revelou que L. pulmonaria é usado como antisséptico, e é esfregado em feridas.
Está demonstrado que um extrato de água quente preparado usando esta espécie tem propriedades anti-inflamatórias e previne a úlcera péptica. Além disso, mostrou-se que extratos de metanol têm um efeito protetor no aparelho digestivo dos ratos, possivelmente por reduzirem o stress oxidativo e reduzirem os efeitos inflamatórios dos neutrófilos. Adicionalmente, os extratos de metanol possuem também potente atividade antioxidante e poder redutor, provavelmente devido à presença de compostos fenólicos.

### Outros usos
L. pulmonaria tem sido também usada para produzir um pigmento laranja para tingir a lã, nos curtumes, no fabrico de perfumes e como ingrediente na elaboração da cerveja.